# Chè

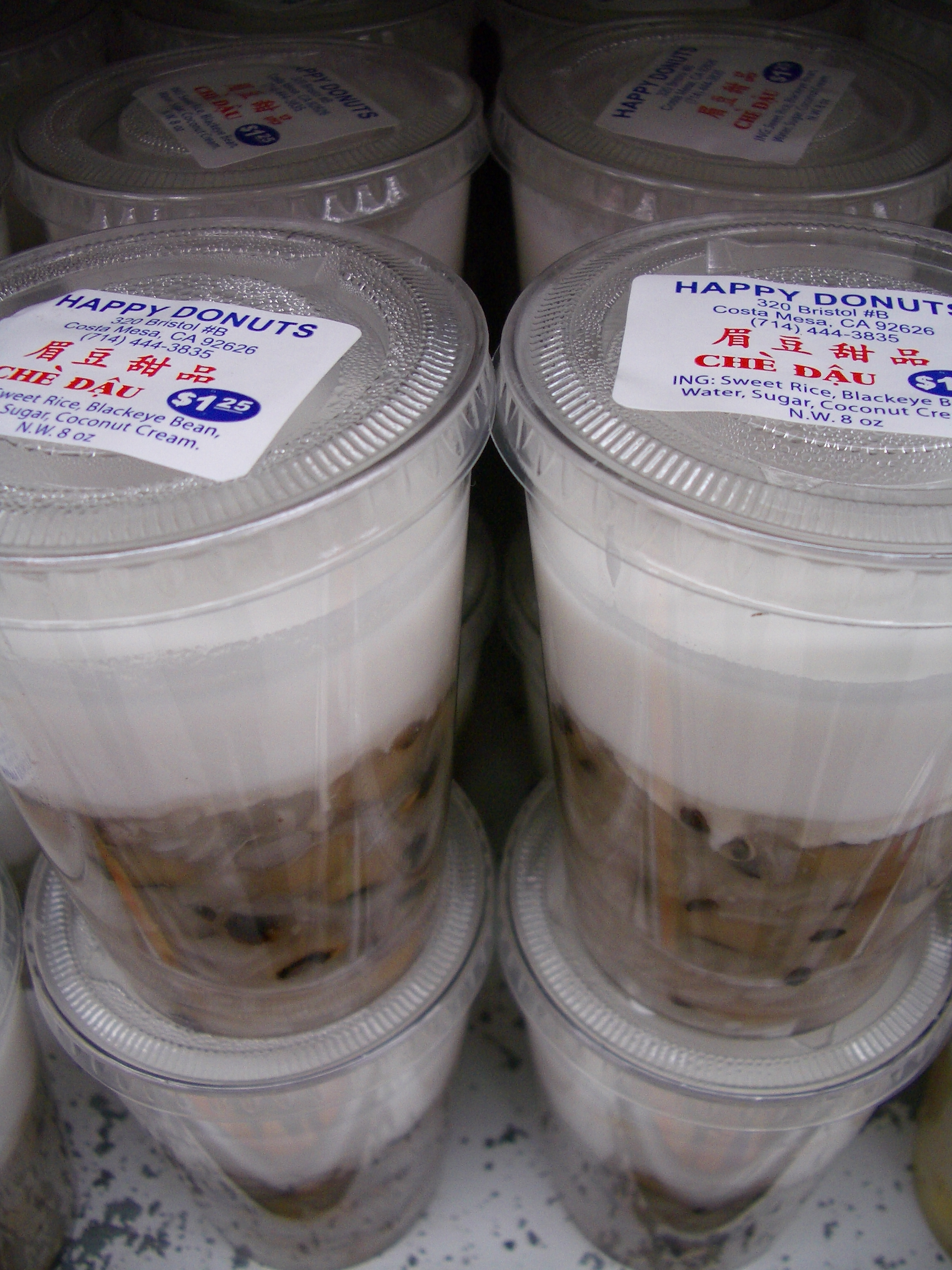
Envases de chè đậu trắng, una variedad de chè hecha de caupí, a la vente en una tienda de comestibles asiática.

Chè es un término vietnamita que alude a cualquier sopa o budín dulce tradicional de la gastronomía de Vietnam. Como tal, puede aludir, con la adición de adjetivos calificadores, a una amplia variedad de postres diferentes, que pueden servirse fríos o calientes. Algunas recetas, como el chè xôi nước, puede también incluir dumplings.
Estos platos se preparan a menudo con diversos tipos de judías y arroz glutinoso, cocinados en agua y edulcorados con azúcar. Otros ingredientes puede ser almidón de tapioca, sal y extracto de hoja de pandano. El chè puede hacerse en casa, pero también es frecuente encontrarlo fresco en envase plástico en tiendas de comestibles vietnamitas, tanto en Vietnam como en el extranjero.
En el sur de Vietnam, el chè suele acompañarse con crema de coco. En el norte, chè significa también ‘té’.

## Variedades
Hay una variedad casi interminable de platos llamados con el prefijo chè. Algunas de las variedades más tradicionales son:
- Bobochacha o bocha: una interpretación vietnamita de la popular sopa dulce originaria de Malasia y Singapur.[1]
- Chè bà ba: hecho con taro, casava y khoai lang bí, un tipo de batata largo, con piel roja y carne amarilla.[2]
- Chè bà cốt: hecho con arroz glutinoso hinchado.[3]
- Chè ba màu (literalmente ‘sopa dulce tricolor’): suele incluir frijol chino (negro), caupí (blanco) y judía azuki (roja), aunque pueden cambiarse los ingredientes para obtener los colores deseados.[4]
- Chè bách niên hảo hợp (literalmente ‘cien años de buen matrimonio’): hecho con judía roja, semilla de loto, capullos de lirio de agua y otros ingredientes.[5]
- Chè bánh lọt: hecho de bánh lọt, un pastel originario de Huế.[6]
- Chè bắp (nombre en el sur) o chè ngô (en el norte): hecho de maíz y otros ingredientes al gusto.[7]
- Chè bột lọc.[8]
- Chè bột sắn (o chè sắn bột): hecho con cassava en polvo.[9]
  - Chè sắn lắt: hecho con casava en rodajas.
- Chè bưởi: hecho con aceite de uva y piel cortada fina.[10]
- Chè chuối: hecho con plátano y tapioca.[11]
- Chè con ong (literalmente ‘sopa dulce de abeja’, por su parecido a la miel): hecho con arroz glutinoso, jengibre, miel y melaza. Es un plato típico del norte, preparado normalmente para ofrecerlo a los ancestro por Tết.[12]
- Chè cốm: hecho de arroz joven.[13]
- Chè củ mài: hecho de Dioscorea persimilis.[14]
- Chè củ súng: hecho de bulbos de lirio de agua.
- Chè củ từ (o chè khoai từ): hecho de Dioscorea esculenta.
- Chè đậu đen: hecho de judía negra. Es una de las variedades más populares, especialmente en el norte de Vietnam.[15]
- Chè đậu đỏ: hecho de judía azuki, normalmente entera (rara vez se emplea molida).[16]
- Chè đậu huyết.
- Chè đậu ngự: hecho de garrofón. Es una especialidad de Huế y un plato imperial.[17]
- Chè đậu phụng (también llamado chè đậu phộng en el sur de Vietnam, o chè lạc en el norte): hecho de cacahuete.[18]
- Chè đậu trắng: hecho de caupí.[19]
- Chè đậu ván Huế: hecho de chaucha japonesa. Es una especialidad de Huế.
- Chè đậu xanh: hecho con frijol chino entero.[20]
  - Chè đậu xanh phổ tai: hecho con frijol chino y phổ tai (un tipo de kelp).
  - Chè đậu đãi: hecho de frijol chino molido sin piel.
  - Chè hoa cau: un plato del norte hecho con frijol chino molido sin piel y nuez de areca. En el sur hay un plato parecido llamado chè táo xọn, que usa menos frijol.[21]
- Chè hạt sen: hecho de semilla de loto.[22]
  - Chè sen trần.[23]
  - Chè sen dừa: hecho de semilla de loto y leche de coco.[24]
- Chè hoa quả: mezcla de diferentes frutas, incluyendo piña, melón, manzana, pera, mango, lichi, plátano seco, cereza y coco seco con leche, yogur y almíbar.[25]
- Chè hột lựu (en el sur; en el norte se llama chè hạt lựu): en este plato los ingredientes se cortan con forma de semillas de granada (hạt/hột lựu).
- Chè Inđô: importado de Indonesia.
- Chè kê: hecho de mijo.
- Chè khoai lang: hecho de batata.
- Chè khoai môn: hecho de taro.
  - Chè môn sáp vàng: hecho de una variedad de taro cultivada en Huế
- Chè khoai tây: hecho de patata.
- Chè lam: hecho de arroz glutinoso.
- Chè lạp xường o chè lạp xưởng: hecho de salchicha china.
- Chè long nhãn: hecho de longan.
- Chè mã thầy (o chè củ năn): hecho de castaña de agua.
- Chè mầm
- Sâm bổ lượng: sopa dulce fría conteniendo lágrimas de Jacob, longan seco, azufaifo rojo, semilla de loto, alga cortada fina y a veces otros ingredientes, con agua, azúcar y hielo picado.
- Chè thạch o chè rau câu: hecho de alga.
  - Chè thạch lựu: hecho con alga y otros ingredientes con forma de semilla de granada.
  - Chè thạch sen: hecho con alga y semilla de loto.
- Chè Thái: cualquiera de las sopas dulces originarias de Tailandia.
- Chè thập cẩm (‘sopa dulce de diez ingredientes’) o chè lẫn (‘sopa dulce mezclada’): mezcla de varios tipos de ingredientes, como caupí, judía azuki, semilla de loto, coco, almíbar, helado, leche y trân châu. Es uno de los chè más frecuentes de Vietnam.
- Chè thịt quay: hecho de cerdo asado.
- Chè thưng: hecho de azufaifo rojo seco, cacahuete y hongo Auricularia auricula-judae seco.
- Chè trứng đỏ: hecho con huevo y otros ingredientes.
- Chè trái cây: hecho de fruta.
- Chè vừng: hecho de semilla de sésamo.
- Chè xoài: hecho de mango.
- Chè xôi nước: bolas hechas de pasta de frijol chino con una cubierta hecha de harina de arroz glutinoso. Se sirven en un caldo marrón claro o espeso hecho con agua, azúcar y jengibre rallado.